# 日華基本条約
日華基本条約（にっかきほんじょうやく、英: Japan-China Basic Relations Treaty）は、1940年（昭和15年/民国29年）11月30日に中華民国南京特別市において締結された、日本と中華民国汪兆銘政権の間の国交樹立に関する条約である。正式名称は日本国中華民国間基本関係ニ関スル条約。

## 概要
この条約により、日本（第2次近衛内閣）は、汪兆銘による南京国民政府を中国中央政府として正式に承認した。
両国の間に東亜新秩序に基づく互恵関係を結ぶことを謳い、永久の善隣友好（第一条）、共同防共（第三条）、共同資源開発・経済提携（第六条）などの実を上げることが強調された。
また日清通商航海条約などの中国側が長年廃止を求めていた不平等条約も正式に破棄されたが、同時に治安維持の名目として日本軍の蒙疆及び華北への駐留を認めさせ（第三条、第四条）、附属議定書では中国領内における日本軍の戦争遂行の許可（附属議定書第一条）を与えるなど、実際的には南京国民政府を日本の傀儡政府とする合法性を与えるための条約でもあった。
なお同日、主に満洲国と汪兆銘政権の関係を結ぶために、日本、満洲国、汪兆銘政権の三国間で同趣旨の日満華共同宣言も公布されている。